# Cynanchum sinoracemosum
Cynanchum sinoracemosum är en oleanderväxtart som beskrevs av Michael George Gilbert och P. T. Li. Cynanchum sinoracemosum ingår i släktet Cynanchum och familjen oleanderväxter. Inga underarter finns listade i Catalogue of Life.